# 田中宗吉
田中 宗吉（たなか そうきち、1894年11月21日 - 1978年10月22日）は、日本の柔道家（講道館8段）。
一般的な柔道選手が選手としての適齢期を終える31歳で柔道を学び始め、戦前の全日本選士権大会で優勝1度、準優勝1度の成績を残した。指導者としては国鉄や講道館、星薬科大学等で柔道教員を務め、後進の育成に当たった。

## 経歴
| 段位 | 年月日         | 年齢 |
| ---- | -------------- | ---- |
| 入門 | 1926年9月5日   | 31歳 |
| 初段 | 1927年2月16日  | 32歳 |
| 2段  | 1928年1月8日   | 33歳 |
| 3段  | 1928年9月28日  | 33歳 |
| 4段  | 1931年1月11日  | 36歳 |
| 5段  | 1932年11月1日  | 37歳 |
| 6段  | 1937年12月22日 | 43歳 |
| 7段  | 1945年5月4日   | 50歳 |
| 8段  | 1954年5月7日   | 59歳 |

佐賀県出身。旧制小城中学校（後の県立小城高校）を中退して上京、31歳の時に初めて柔道衣に袖を通し5歳年長の高橋重蔵5段に師事した。1927年2月に講道館の初段位を許されると、翌28年1月に2段、同年9月には3段へ抜群昇段を果たした。
柔道家として生きる事を決意した田中は1930年に警視庁水上警察署の柔道助教となり、以後も1931年4月4段、1932年11月には再び抜群で5段と順調に昇段を重ねた。1932年に警視庁を辞して国鉄鉄道文書課に奉職し、ここで国鉄職員のほか鉄道高等学校にも赴いて指導に当たった。この頃には、立っては左内股や左右の送足払、同じく左右の膝車、寝ては固技に長じ、講道館の試合や鉄道の諸大会には全て出場するほど柔道にのめり込んでいた。
1935年10月に東京で第5回全日本選士権大会が開催されると、一般成年前期の部に第2区（東京府ほか）代表で出場した田中は、初戦で第3区代表の高橋武雄5段、2回戦で第8区代表の日枝計江5段をそれぞれ得意の左内股で宙に舞わせるも、決勝戦では第7区代表の松前顕義5段に小内刈を返されて選士権獲得はならず。なお、この大会には師の高橋重蔵も専門成年後期の部に出場しており、師弟揃って全日本の桧舞台に上がるという光栄に浴した。
田中は生来の利き手は右であったが、左組の相手に内股が掛け辛いので自身も左組に変え、奥襟を取ってからの俗に言う“飛び込み内股”を磨き上げた。大柄な相手の時には左右の送足払と膝車を駆使して下から崩し、続け様に小内刈や大内刈で相手をバタつかせ、最後は左の内股で屠（ほふ）る、という得意の形を持っていたという。稽古の時には右の内股も見せていたが、これはあくまで奇襲用で、技としての決定力には欠けていた。

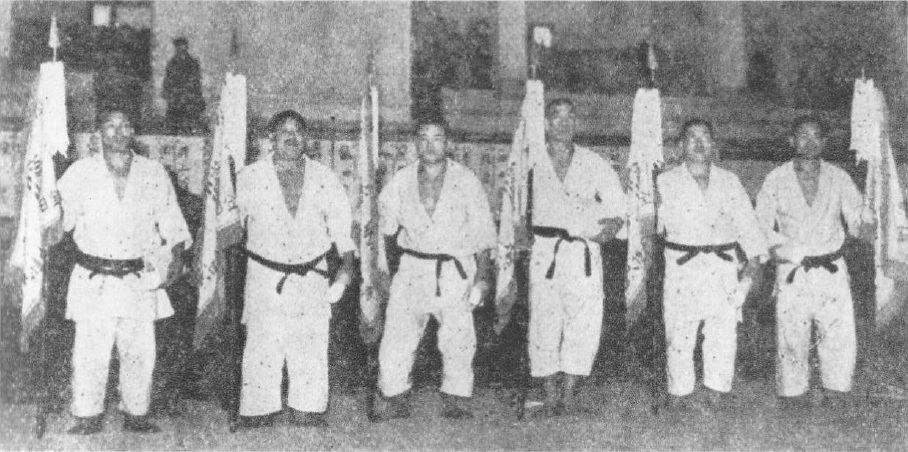
第6回全日本大会で、他の選士権獲得者たちと

1936年11月の第6回全日本選士大会では前年同様、第2区代表として一般成年前期の部に出場し、初戦で第1区代表の伊藤久四郎4段を左内股、2回戦で第6区代表の権藤薫4段を横四方固に仕留め、決勝戦では第8区代表の強豪・李鮮吉5段を判定で降して、優勝を飾った。柔道を習い始めて11年、42歳での快挙であり、柔道評論家のくろだたけしは後に「常識では考えられない偉業を成し遂げた」「晩学でも素質があり、努力すれば大成するという好見本を示した最高の人と言えよう」と絶賛している。
1938年に国鉄を退職すると、39年には品川区の二葉に私設道場「明武館」を開設する傍ら、1941年から1957年まで星薬科大学にて生徒監兼柔道教師を務めた。このほか、終戦直後より講道館の男子部および国際部で指導員を、1957年には都立本所高校柔道部講師を、それぞれ任ぜられている。
その後も柔道整復師として働きながら講道館審議員、東京都柔道連盟研究部長（3期）、品川柔道会会長（1期）といった要職を務めて、斯道の普及と振興に尽力。この間、柔道界への永年の功績から1945年5月に講道館の7段位、9年後の1954年5月には同8段位に列せられた。1955年には全国の青少年に向け金園社より『柔道の習い方』を発刊している。
田中は1962年まで高段者大会に毎年出場するなど、年齢を重ねてからも元気な姿を見せていた。しかし70歳を過ぎた頃に大病を患って全盛時85kgあった体重も60kgにまで減少、1年間の療養を経て80kgに回復しその生命力を以て周囲を驚かせたが、1978年10月に83歳で死去した。死後、道場は次男の一郎6段が引き継いでいる。

## 著書
- 田中宗吉『柔道の習い方』金園社、日本〈実用百科選書〉、1955年5月20日。